# Kolegium konsultorów
Kolegium konsultorów (łac. collegium consultorum) – w Kościele katolickim organ struktur diecezji będący częścią Rady kapłańskiej, do którego należy wykonywanie zadań doradczych powierzonych przez biskupa diecezjalnego, oraz posiadający szczególne uprawnienia w okresie wakatu stolicy biskupiej. W katolickich Kościołach wschodnich konsultorzy nazywani są kolegium konsultorów eparchialnych.
Kolegium konsultorów stanowić powinno nie mniej niż sześciu i nie więcej niż dwunastu prezbiterów. Na czele kolegium stoi biskup diecezjalny, który powołuje w sposób nieskrępowany członków kolegium konsultorów spośród członków rady kapłańskiej. 
W czasie wakatu stolicy przewodnictwo w kolegium przejmuje ten, kto na podstawie prawa kanonicznego lub z mianowania tymczasowo zarządza diecezją. Jeżeli zarządca nie został jednak wyznaczony, kierownictwo obejmuje ten członek kolegium, który najdłużej jest prezbitrem.
Członkostwo w kolegium konsultorów ma charakter kadencyjny. Po upływie kadencji, która nie powinna być dłuższa niż pięcioletnia, prezbiter może zostać ponownie wybrany. Mandat konsultora nie wygasa w chwili upłynięcia kadencji, lecz trwa do momentu powołania nowego kolegium. Jeżeli w czasie trwania kadencji nastąpi wakat stolicy biskupiej, wówczas nowy biskup diecezji powinien w ciągu roku od objęcia urzędu powołać nowy skład kolegium.
W czasie zwyczajnej pracy doradczej kolegium konsultorów działa na podstawie statutów własnych rady kapłańskiej diecezji, jednak w czasie wakatu stolicy biskupiej działalność rady kapłańskiej ustaje, a jej funkcje przejmuje kolegium konsultorów.
W czasie wakatu stolicy biskupiej kolegium konsultorów powierzone zostają ściśle określone zadania i szczególne uprawnienia, do których należą:
- Jeżeli w diecezji nie ma biskupa pomocniczego, kolegium konsultorów zobowiązane jest powiadomić niezwłocznie Stolicę Apostolską o śmierci biskupa lub o przeszkodzie w działaniu biskupa, z wyjątkiem sytuacji, kiedy biskup diecezjalny traci swój urząd na skutek kary kościelnej. Kolegium staje się wówczas również tymczasowym, kolegialnym zwierzchnikiem diecezji. Musi jednakże w ciągu ośmiu dni powołać administratora diecezjalnego (patrz niżej). Jeśli w diecezji jest biskup pomocniczy, wtedy on przejmuje rządy do czasu powołania administratora przez kolegium. Jeśli biskupów pomocniczych jest kilku, powyższe uprawnienia wykonuje najstarszy stażem biskupim spośród nich.
- Po śmierci biskupa lub po zaakceptowanym przez papieża zrzeczeniu się przez niego urzędu (np. z powodu osiągnięcia wieku emerytalnego), kolegium konsultorów wyznacza duchownego, któremu powierza kierowanie diecezją do chwili przejęcia diecezji przez nowego biskupa, lub do przejęcia kierownictwa przez administratora wyznaczonego przez Stolicę Apostolską. Osoba taka nosi tytuł administratora diecezjalnego.  Kolegium może powołać na administratora wikariusza generalnego lub biskupa pomocniczego diecezji, i w praktyce bardzo często tak się dzieje, lecz nie jest do tego prawnie zobligowane. Zgodnie z kanonem 425 kodeksu prawa kanonicznego, administratorem może być dowolny kapłan, który ma ukończone 35 lat i „odznacza się wiedzą i roztropnością”. Jeśli kolegium powoła administratora wbrew tym wymogom, wybór jest nieważny, a nowego administratora powołuje metropolita lub (w razie jego braku) najstarszy stażem biskup pomocniczy.
- To samo uprawnienie przysługuje kolegium w chwili, gdy nastąpi określona przez prawo kanoniczne przeszkoda w działaniu urzędu biskupa (np. choroba uniemożliwiająca porozumiewanie się, uwięzienie, wygnanie itp.).
- Jeżeli kolegium konsultorów nabywa prawo do wyznaczenia administratora diecezji, wówczas powinno to zrobić w ciągu ośmiu dni od stwierdzenia wakatu, w przeciwnym wypadku uprawnienie to przejmuje metropolita.
- Kolegium konsultorów ma prawo wydawania legatowi papieskiemu opinii na temat kandydatów na nowego biskupa diecezji.
- Kolegium konsultorów stwierdza kanoniczne objęcie diecezji przez nowego biskupa, a nominowany na biskupa nie ma rzeczywistej władzy w diecezji, póki nie przedstawi konsultorom stosownych dokumentów nominacyjnych.
- Przez złożenie dokumentów nominacyjnych przed kolegium konsultorów swój urząd obejmuje również koadiutor oraz administrator apostolski.
- Bez zgody konsultorów administrator diecezji nie ma prawa zmienić kanclerza i notariuszy kurii diecezjalnej.
- Bez zgody konsultorów administrator diecezji nie ma prawa wydać dymisoriów dla kandydatów do święceń kapłańskich oraz nie ma prawa inkardynować (lub ekskardynować) żadnego duchownego do diecezji.

Ponadto biskup diecezjalny zobowiązany jest do wysłuchania rady kolegium konsultorów przed każdym mianowaniem nowego ekonoma diecezji, a także gdyby chciał go odwołać przed upływem kadencji, na którą był wyznaczony.
W wikariatach i prefekturach apostolskich kolegium konsultorów zastąpione zostaje radą misji, którą stanowić powinno co najmniej trzech prezbiterów misjonarzy. Rada taka ma wszystkie prawa i obowiązki kolegium konsultorów.
Zgodnie z lokalnym obyczajem, konferencje episkopatów mogą prawa i obowiązki konsultorów powierzyć katedralnym kapitułom kanoników.